# Фінальний турнір чемпіонату Європи з футболу 2012. Місто Київ (монета)
«Фіна́льний турні́р чемпіона́ту Євро́пи з футбо́лу 2012. Мі́сто Ки́їв» — пам'ятна монета номіналом 5 гривень, випущена Національним банком України, присвячена важливій спортивній події — Фінальному турніру чемпіонату Європи з футболу 2012, окремі фінальні ігри якого відбулися у Києві. Монета є офіційною ліцензованою продукцією УЄФА ЄВРО 2012.
Монету введено в обіг 23 грудня 2011 року. Вона належить до серії «Спорт».

## Опис монети та характеристики
| Номінал грн. | Метал      | Маса, г | Діаметр, мм | Якість виготовлення       | Гурт     | Тираж, штук |
| ------------ | ---------- | ------- | ----------- | ------------------------- | -------- | ----------- |
| 5            | нейзильбер | 16,54   | 35,0        | спеціальний анциркулейтед | рифлений | 100 000     |

### Аверс
На аверсі монети розміщено: малий Державний Герб України, напис півколом «НАЦІОНАЛЬНИЙ БАНК УКРАЇНИ» (угорі), на тлі карти України з написом «КИЇВ» — зображення логотипу ЄВРО 2012, під яким написи: «UEFA/EURO 2012™/POLAND-UKRAINE», праворуч рік карбування монети — «2011», логотип Монетного двору Національного банку України та півколом номінал — «П'ЯТЬ ГРИВЕНЬ».

### Реверс
На реверсі монети на тлі стилізованої панорами міста та стадіону «Олімпійський» зображено динамічні фігури двох футболістів із м'ячем, угорі — герб Києва, унизу розміщено напис «ФІНАЛЬНИЙ ТУРНІР/ ЧЕМПІОНАТУ/ЄВРОПИ/З ФУТБОЛУ/2012».

## Автори

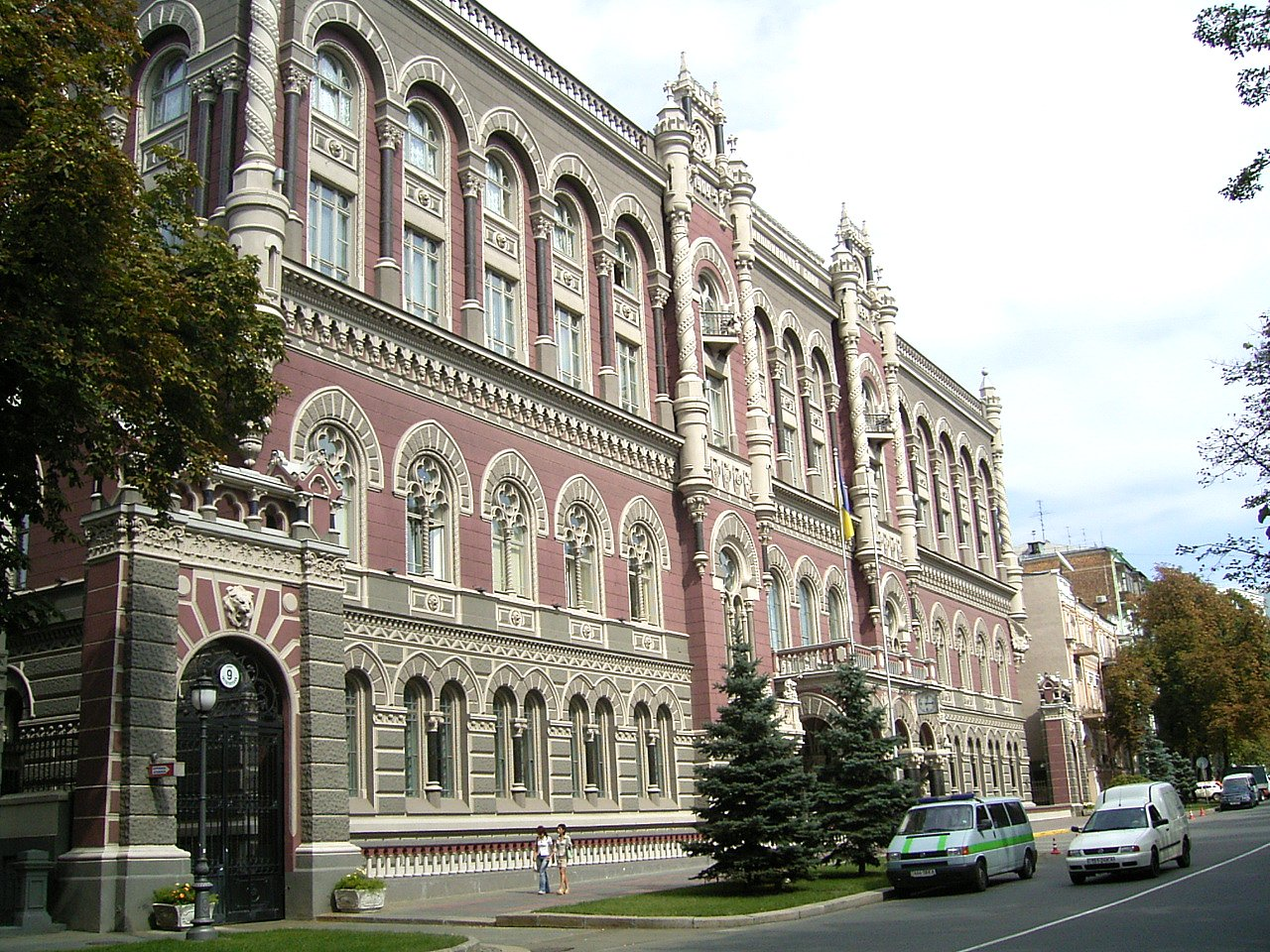
Будівля Національного банку України

- Художники: Таран Володимир, Харук Олександр, Харук Сергій.
- Скульптор — Атаманчук Володимир.

## Вартість монети
Під час введення монети в обіг у 2011 році, Національний банк України реалізовував монету через свої філії за ціною 22 гривні.
Фактична приблизна вартість монети з роками змінювалася так:
| Рік        | 2012 | 2013 | 2014 | 2015 | 2016 | 2017 | 2018 | 2019 | 2020 | 2021 | 2022 | 2023 | 2024 | 2025 |
| ---------- | ---- | ---- | ---- | ---- | ---- | ---- | ---- | ---- | ---- | ---- | ---- | ---- | ---- | ---- |
| Ціна, грн. | 40   | 50   | 60   | 95   | 105  | 130  | 130  | 150  | 140  | 150  | 180  | 290  | 340  | 420  |